# Lijst van hofjes in Leiden
Dit is een lijst van resterende hofjes in Leiden.
| Stichtings- jaar | Naam                                  | Monument | Andere benaming(-en)                           | Adres                            | Stichter                                                             | Aantal woningen | Afbeelding |
| ---------------- | ------------------------------------- | -------- | ---------------------------------------------- | -------------------------------- | -------------------------------------------------------------------- | --------------- | ---------- |
| 1467             | Jeruzalemhof                          | GM       |                                                | Kaiserstraat 49                  | Wouter IJsbrandszoon                                                 | 15              |            |
| 1480             | Groot Sionshof                        | RM       | Van Swietenhof                                 | Sionsteeg 4                      | Hugo van Zwieten en Luydgaert Claesdochter van Bosschuyzen           | 15 (nu 14)      |            |
| 1487             | Sint Stevenshof                       | RM       | Convent van Tetterode                          | Haarlemmerstraat 50              | Willem Aerntsz. van Tettrode en Christina Arentsdr                   | 15              |            |
| 1492             | Sint Anna Aalmoeshuis                 | RM       |                                                | Middelste Gracht tussen 2 en 4   | Willem Claesz van Toornvliet en Hillegont Willemsdr                  | 13              |            |
| 1503             | Sint Annahof of Joostenpoort          | GM       |                                                | Zegersteeg 14                    | Joost Hendricksz. van der Strijpen van Duivelandt                    | 16              |            |
| 1504             | Sint Janshof                          | GM       | Van der Laenhofje                              | Haarlemmerstraat 264             | Jan Stoop Kerstiaansz. en Claertgen Pieter Jan Clearenszoons dochter | 15              |            |
| 1563             | Bethaniënhof                          | GM       | Emmaüshofje                                    | Kaiserstraat 43                  | Agatha van Alckemade                                                 | 14              |            |
| 1598             | Cathrijn Jacobsdochterhof             | GM       |                                                | Kaarsenmakerstraat 1             | Cathrijn Jacobsdochter                                               | 14              |            |
| 1608             | Cathrijn Maartensdochterhof           | GM       |                                                | Pasteurstraat 2a                 | Cathrijn Maartensdochter                                             | 14              |            |
| 1612             | Jan de Laterehof                      | GM       |                                                | 2e Binnenvestgracht 13           | Jan de Laeter                                                        | 19              |            |
| 1623             | Sint Elisabethgasthuishof             | RM       | Hof van Zessen                                 | Caeciliastraat 16                | Jan Dirk Coenenzoon en Katrijn Willem Tedendochter                   | 17 (nu?)        |            |
| 1624             | Van Assendelftshof                    | RM       |                                                | Langegracht 49                   | Bartholomeus Willemsz. van Assendelft                                | 15 (nu?)        |            |
| 1625             | Sint Salvatorhof                      | RM       |                                                | Steenstraat 17                   | Pauwels van de Velde                                                 | 14              |            |
| 1630             | Bethlehemshof                         | RM       | De Houcsteen                                   | Levendaal 109-111                | Gerrit van Frankensz. van Hoogmade                                   | 10              |            |
| 1631             | Brouchovenhof                         | RM       |                                                | Papengracht 16                   | Jacob Van Brouchoven                                                 | 16              |            |
| 1641             | Klein Sionshof                        | RM       | Emerantia Banning-, Weduwen- of Van Zwietenhof | Schoolsteeg 3a/b                 | Emerentia van Brouchoven - Banning                                   | 4 (nu 2)        |            |
| 1645             | Pieter Gerritz. van der Speckhof      | RM       | St. Pieters- of Van der Spekhofje              | Pieterskerkhof 42                | Pieter Gerritse van der Spek                                         | 8 (nu 4)        |            |
| 1650             | Eva van Hoogeveenhof                  | RM       |                                                | Doelensteeg 7                    | Eva van Hoogeveen                                                    | 12              |            |
| 1655             | Pieter Loridanshof                    | RM       |                                                | Oude Varkenmarkt 1               | Pieter Loridan                                                       | 12              |            |
| 1655             | Jan Pesijnhof                         | RM       | Jean Pesijnhof                                 | Kloksteeg 21                     | Marie de Lannoy (weduwe van Jean Pesijn)                             | 12              |            |
| 1655             | Tevelingshof                          | RM       | Karel Tevelshofje                              | 4e Binnenvestgracht 7            | Jacob en Charles Tevel                                               | 20              |            |
| 1664             | Schachtenhof                          | RM       |                                                | Middelstegracht 27               | Anthonis Jacobszoon Van der Schacht                                  | 12              |            |
| 1668             | Joost Frans van de Lindenhof          | RM       | Remonstrantenpoort                             | Grevenstraat 16                  | Joost Fransz van der Linden                                          | 12              |            |
| 1672             | Sint Jacobs- of Crayenboschhof        | RM       |                                                | Doezastraat 25                   | Gomarus Jacobsz van Kraayenbosch                                     | 17              |            |
| 1680             | Meermansburg                          | RM       | Meermanshof                                    | Oude Vest 159                    | Maarten Ruychaver Meerman en Helena Verburg                          | 30              |            |
| 1687             | Jean Michelhof                        | RM       |                                                | Pieterskerkstraat 10             | Juffrouw Catharina Geschier (weduwe van Jean Michielsz)              | 12 (nu?)        |            |
| 1690             | Heiligen Geest- of Cornelis Spronghof | RM       |                                                | Doezastraat 1a                   | Cornelis Sprongh                                                     | 23              |            |
| 1724             | Samuel de Zeehof                      | RM       |                                                | Doezastraat 16                   | Samuel de Zee                                                        | 21              |            |
| 1728             | Barend van Namenhof                   | RM       |                                                | Hoefstraat 12                    | Barend van Namen                                                     | 12              |            |
| 1737             | Mierennesthof                         | RM       | Miereveltshofje                                | Hooglandse Kerkgracht 38         | Diederik van Leyden                                                  | 5               |            |
| 1737             | François Houttijnshof                 | RM       |                                                | Hooigracht 81                    | François Houttijn                                                    | 9               |            |
| 1773             | Coninckshof                           | RM       |                                                | Oude Vest 15                     | Cecilia Coninck                                                      | 11 (nu 13)      |            |
| 1882             | Groeneveldstichting                   | RM       |                                                | Oude Vest 41                     | Eduard Cornelis Groeneveld                                           | 9               |            |
| 1899             | Juffrouw Maashof                      | GM       |                                                | Kalvermarkt 6                    | Juffrouw Maas                                                        | 6               |            |
| onbekend         | Roggebroodshof                        | GM       |                                                | Middelstegracht 21               | - -                                                                  | 4               |            |
| 1936             | Justus Carelhuis                      | geen     |                                                | Witte Rozenstraat 47a,b,c en 51a | Carel en Justus Pape                                                 | 12 (nu 16)      |            |